# Oensingen-Balsthal-Bahn
La Oensingen-Balsthal-Bahn (OeBB)  est une entreprise ferroviaire suisse.

## Histoire

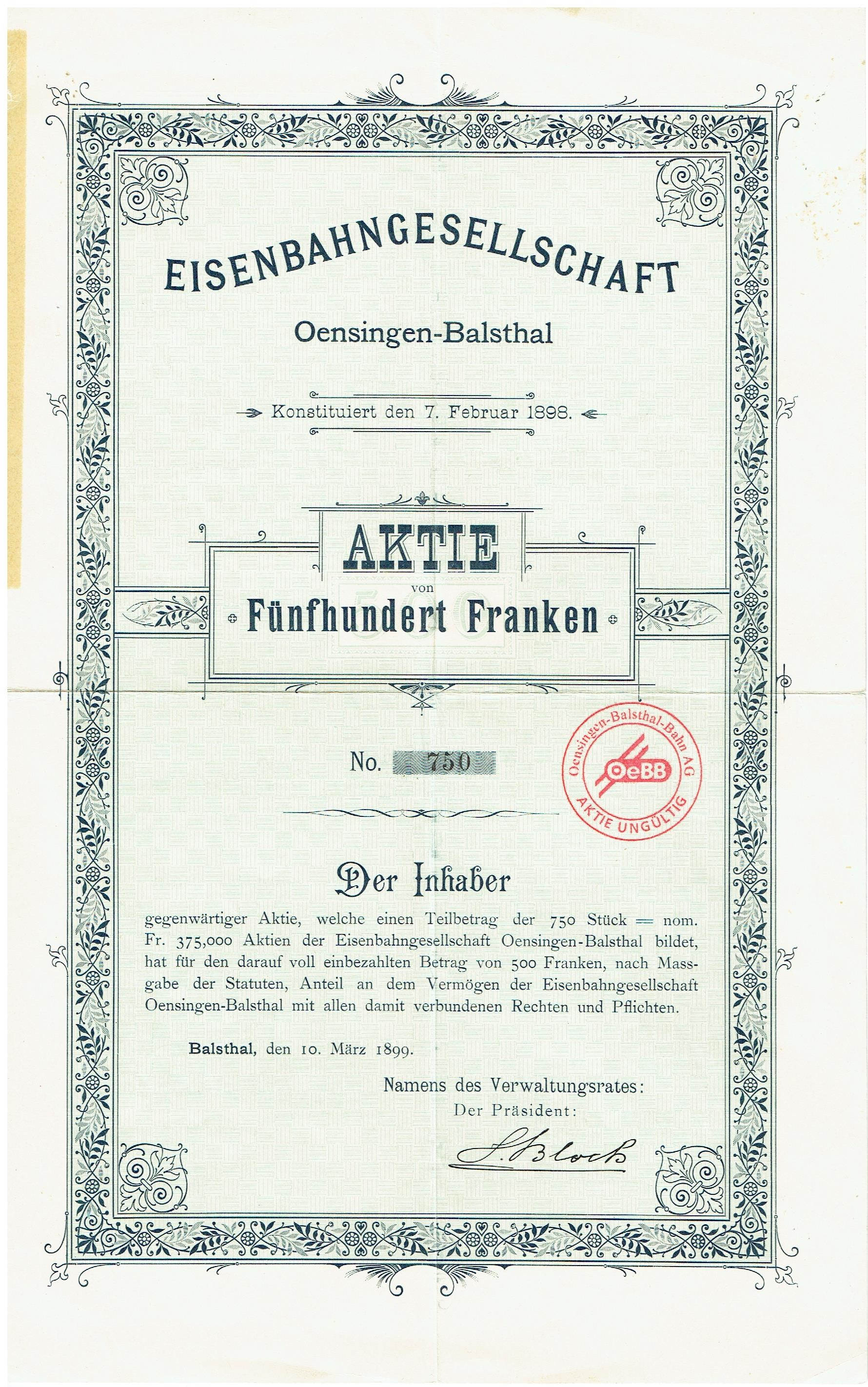
Action de l'Eisenbahngesellschaft Oensingen-Balsthal en date du 10 mars 1899

La compagnie exploite, dès le 17 juillet 1899, une des plus courtes lignes de chemin de fer à voie normale 1 435 mm (4,1 km) de Suisse, reliant Oensingen, (Canton de Soleure) à Balsthal. La compagnie électrifia son réseau en 1943.
Dans la seconde partie du XVIIe siècle, de nombreux projets d'expansion des lignes de chemin de fer ont vu le jour. Pour cette région, en 1854, on parla d'une ligne internationale, Montbéliard - Delle - Porrentruy - Moutier - Balsthal - Olten et en 1873 vers Lucerne par Langenthal au-lieu d'Olten. L'importante usine Von Roll et l'installation d'une usine de cellulose dans la région de Balsthal (Klus) poussèrent les autorités à demander et obtenir une concession pour rejoindre leur commune à la ligne Soleure - Olten.
Essentiellement utilisée pour le transport des marchandises, la compagnie maintient en circulation un train à vapeur historique et touristique.

## Patrimoine

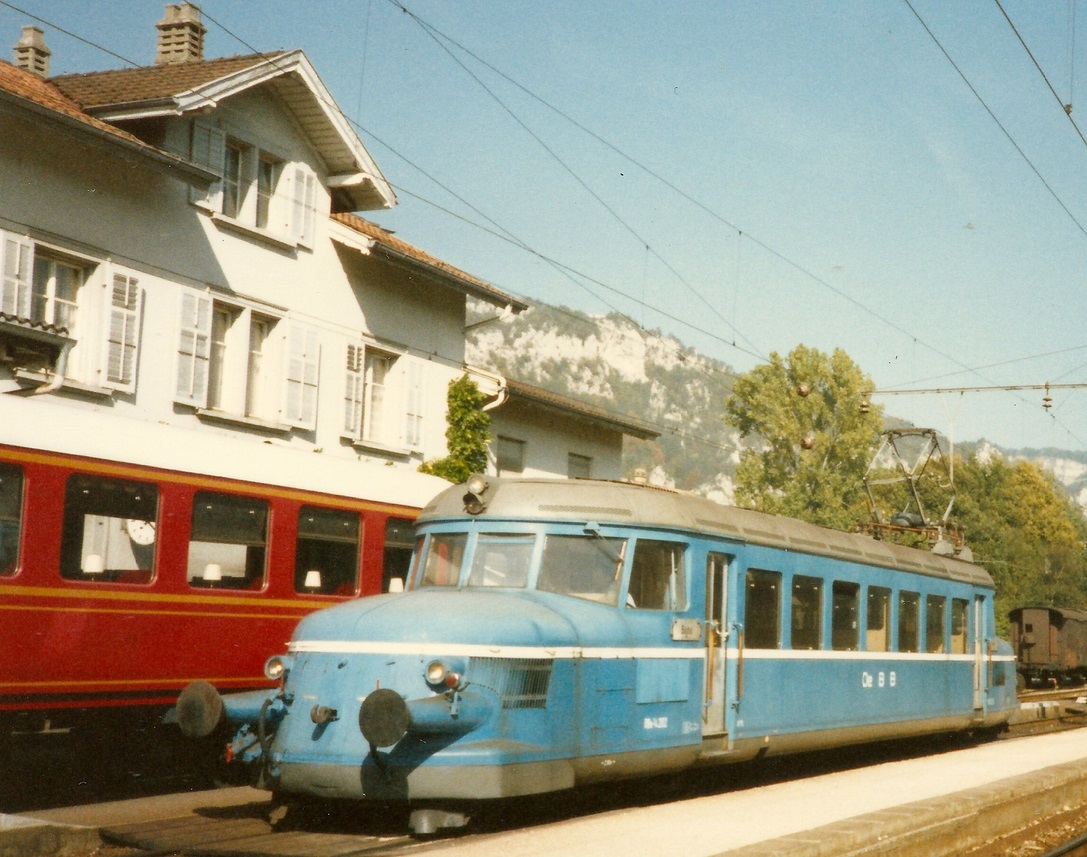
Flèche rouge qui sera repeinte en rouge en 1986

La compagnie possède divers véhicules et matériels ferroviaires historiques. Afin de mieux gérer la maintenance, l'entretien et de promouvoir au mieux l'exploitation nostalgique de ce patrimoine, la compagnie l'a transféré à sa nouvelle association OeBB Historic, le 10 juin 2021.
Ce patrimoine est composé, entre autres, de trois locomotives à vapeur, de wagons nostalgiques ainsi qu'une ancienne Flèche rouge (RBe 2-4 202) des années 1938 - 1974.